# Khí hậu đại dương

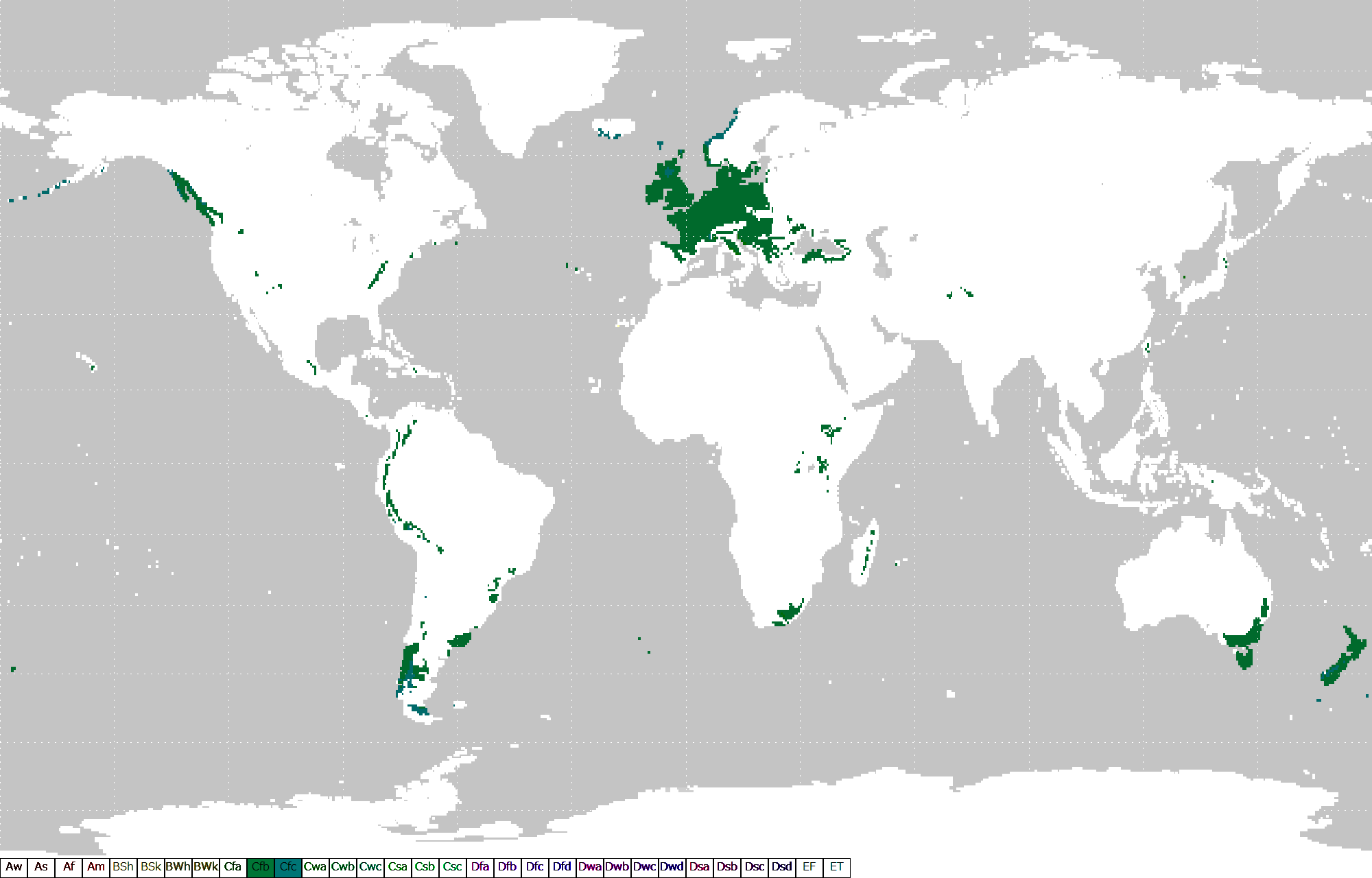
Những khu vực trên thế giới có kiểu khí hậu đại dương theo phân loại Köppen thuộc kiểu Cfb và Cfc.

Khí hậu đại dương, còn gọi là khí hậu ôn đới hải dương là kiểu khí hậu phổ biến ở các khu vực bờ biển phía tây ở các vĩ độ tầm trung tại một vài châu lục. Đây là kiểu khí hậu có mùa hè ấm nhưng không nóng, mùa đông mát nhưng không lạnh, biên độ nhiệt độ của kiểu khí hậu này thường hẹp. Những khu vực có kiểu khí hậu này thường không có mùa khô, lượng mưa thường dải rắc đều trong cả năm. Đây là kiểu khí hậu phổ biến ở phần lớn châu Âu, các khu vực bờ biển tây bắc Bắc Mỹ, một phần của Nam Mỹ và châu Phi, đông nam Australia, New Zealand, miền duyên hải đông nam Trung Quốc và một vài khu vực cách ly khác

## Đặc điểm
Khí hậu đại dương có mùa hè ấm, ngắn nhưng không nóng, mùa đông mát mẻ nhưng không quá lạnh. Những khu vực có kiểu khí hậu này có biên độ nhiệt độ hẹp hơn các khu vực khác thường không có mùa hè khô như kiểu khí hậu Địa Trung Hải. Khí hậu đại dương phổ biến nhất ở châu Âu, nơi có kiểu khí hậu đại dương trải rộng trên lục địa hơn bất cứ châu lục nào khác.
Kiểu khí hậu tương tự cũng được tìm thấy ở những vùng cao nguyên ở khu vực nhiệt đới. Theo phân loại khí hậu Köppen thì những khu vực này rơi vào kiểu khí hậu Cfb hoặc Cwb. Độ cao so với mặt nước biển khiến những nơi này có ít nhất một tháng nhiệt độ xuống dưới 18 °C (64 °F), vì thế những khu vực này không thực sự thuộc kiểu khí hậu nhiệt đới. Biến thể này của khí hậu đại dương thường được gọi là "khí hậu cao nguyên cận nhiệt đới". Khác với tiêu chuẩn của kiểu khí hậu đại dương đúng nghĩa, khí hậu cao nguyên cận nhiệt đới có mùa đông khô, tuy vậy thì tiềm năng nông nghiệp ở của cả khí hậu đại dương và khí hậu cao nguyên cận nhiệt đới là tương tự nhau.

## Vị trí
Đảo Anh có kiểu khí hậu đại dương điển hình, với những cơn gió tây nam thổi từ Đại Tây Dương. Nhiệt độ trung bình ở Đảo Anh chỉ vào khoảng 14 °C (25 °F). Mặc dù phần eo biển phía tây của Alaska cũng có kiểu khí hậu đại dương nhưng do không có các luồng khí ấm Đại Tây Dương nên khu vực này thường có mùa đông lạnh hơn, lượng tuyết nhiều hơn. Những khu vực có kiểu khí hậu đại dương điển hình khác bao gồm Hà Lan, Bỉ, phần lớn Pháp, phía tây Đức, phía bắc Tây Ban Nha.
Một vài khu vực khí hậu đại dương có độ ẩm cao hơn. Những khu vực này có ít mưa bao gồm vùng thung lũng Washington và Oregon cho tới dãy Cascade, Patagonia ở phía nam Argentina, sa mạc Atacama ở phía bắc Chile, ven biển đông nam Tây Úc.
Theo Koeppen-Geiger, rất nhiều khu vực có khí hậu đại dương nhưng lại có mùa hè mát, cận nhiệt đới với mùa hè khô (Csb). Những khu vực này thường không được phân loại với kiểu khí hậu Địa Trung Hải điển hình, bao gồm Tây Bắc Thái Bình Dương, miền nam Chile, vài phần ở trung tây Argentina, phần tây bắc bán đảo Iberia. Rất nhiều trong số này vẫn được phân loại kiểu khí hậu đại dương (Cfb) mặc dù có mùa hè khô gần chạm ngưỡng Cs của Koeppen. Những thành phố như Concepción, Chile; Seattle, Washington; Portland, Oregon; Victoria, British Columbia; và Vancouver, British Columbia có thể được phân loại Csb.
Những khu vực có kiểu khí hậu đại dương ở gần biển của châu Phi bao gồm một phần của Nam Phi từ Vịnh Mossel ở bờ biển Tây Cape tới Vịnh Plettenberg, cộng một vài vùng có kiểu khí hậu này ở Đông Cape và bờ biển KwaZulu-Natal. Trong lục địa châu Phi, những khu vực cao độ ở Đông Phi và Mozambique cũng có kiểu khí hậu này. Những vùng này thường ấm áp cả năm và không có một mùa mưa rõ rệt nào, lượng mưa cao hơn một chút trong mùa thu và mùa xuân. Khu vực nổi bật nhất ở châu Á có kiểu khí hậu này nằm ở bờ biển Đen ở phía bắc Thổ Nhĩ Kỳ, với những vùng nhỏ khác ở bờ biển Caspia ở Azerbaijan, và một vài vùng nhỏ khác dọc eo biển Tsugaru ở phía bắc Nhật Bản.

## Liên kết
- University of Wisconsin–Stevens Point: Marine (Humid) West Coast Climate Lưu trữ ngày 20 tháng 12 năm 2007 tại Wayback Machine
- EPIC Data Collection Lưu trữ ngày 4 tháng 5 năm 2010 tại Wayback Machine On-line ocean observational data collection
- NOAA In-situ Ocean Data Viewer Lưu trữ ngày 11 tháng 2 năm 2006 tại Wayback Machine Plot and download ocean observations
- http://www.ace.mmu.ac.uk/eae/Climate/Older/Maritime_Climate.html Lưu trữ ngày 6 tháng 12 năm 2006 tại Wayback Machine